# 2010년 아시안 게임 미얀마 선수단
 미얀마는 2010년 11월 12일부터 11월 27일까지 중화인민공화국 광저우에서 열리는 2010년 아시안 게임에 참가하였다.

## 메달 현황
| 종목       | 1 | 2 | 3 | 합계 |
| 세팍타크로 | 2 | 0 | 2 | 4    |
| 용선       | 0 | 3 | 0 | 3    |
| 당구       | 0 | 1 | 1 | 2    |
| 우슈       | 0 | 1 | 0 | 1    |
| 합계       | 2 | 5 | 3 | 10   |